# San Román de Basa
San Román de Basa es una localidad española perteneciente al municipio de Sabiñanigo, en el Alto Gállego, provincia de Huesca, Aragón.